# Прянков, Борис Васильевич
Борис Васильевич Прянков (5 февраля 1940 — 31 декабря 2006) — советский и российский экономист, доктор экономических наук, профессор, почётный работник высшего профессионального образования Российской Федерации.

## Биография
Выпускник ЛФЭИ, более 35 лет работал на кафедре экономики предприятия и производственного менеджмента — преподавателем, старшим преподавателем, доцентом, профессором.
В 1983 году Борис Васильевич защитил докторскую диссертацию, и ему была присуждена ученая степень доктора экономических наук. В мае 1985 года Борису Васильевичу было присвоено ученое звание профессора. На протяжении многих лет руководил научными исследованиями по хоздоговорной и госбюджетной тематике. Член специализированных Советов университета по защите кандидатских и докторских диссертаций.
Борис Васильевич являлся Почетным работником Высшей школы, академиком Гуманитарной Академии, Международной Академии информатизации и Российской академии туризма.
Борис Васильевич занимался исследованиями в области качества, антикризисного управления, производственного и инвестиционного менеджмента, опубликовав более 100 научных работ, в том числе 6 монографий. Под его научным руководством защищено около 80 докторских и кандидатских диссертаций.